# الدوري الهولندي الدرجة الأولى 1984–85
الدوري الهولندي الدرجة الأولى 1984–1985 هو الموسم التاسع والعشرون من الدوري الهولندي الدرجة الأولى منذ إنشائه في عام 1956. فاز بهذا الموسم نادي هيراكليز ألميلو.http://www.rsssf.com/tablesn/ned85.html

## الفرق
يشارك 20 نادي في الدوري: النادي الذي يحتل المرتبة الأولى في هذا الدوري يتأهل مباشرة إلى الدوري الهولندي الممتاز، تأهل في هذه الدوري نادي هيراكليز ألميلو.